# Josephine Kuuire
Josephine Kuuire est une photographe, artiste digitale, graphiste et une activiste ghanéenne.

## Biographie
Originaire du Ghana, Josephine Ngminvielu Kuuire est titulaire d'une licence en travail social et en musique de l'université du Ghana. Elle commence à explorer la photographie en tant qu'artiste à la Leonia High School, dans le New Jersey, où elle suit un cours régulier et avancé de photographie. À son retour au Ghana en 2009, elle décide de poursuivre son parcours photographique, et travaille comme photographe indépendante pendant ses études universitaires.

## Carrière artistique
Josephine Kuuire est la directrice générale de Mumble Photography. En 2016, la photographe présente sa première exposition, intitulée Second Chance, à l’Accra[dot]Alt,. Elle s'appuie sur la manipulation numérique et le portrait pour fournir des représentations alternatives du soi. L'artiste numérique utilise l'intimité comme un instrument de résistance et un mécanisme pour déclencher un processus de guérison tout en habitant une réalité qui persiste à normaliser la répression sociale.
L’artiste s’inspire de ses expériences quotidiennes et des différents défis que représente le fait d'exister en tant que femme dans toute sa singularité. Elle utilise la photographie pour rechercher sa liberté, en espérant inspirer d'autres personnes à rechercher la leur, mais aussi pour interroger les systèmes sociaux établis dans la société ghanéenne.
Certains des thèmes de son travail incluent l'architecture, l'environnement bâti, la structure et le rôle des femmes dans les structures politiques historiques et contemporaines.
En 2020, Josephine Kuuire participe avec d’autres femmes artistes au programme Arts for All : Phase II, initié par le Conseil des arts créatifs du Ghana. Cette initiative vise à redécorer les murs en béton des rues d'Accra avec des peintures murales géantes. Co-créatrice du projet, elle participe également à la conception en numérique de la peinture sur les murs autour de l'échangeur de Tetteh Qurashie.
Pour l'artiste, cette peinture murale très spéciale rend hommage à certaines des femmes qui ont contribué à l'histoire du Ghana, telles Susan Ofori-Atta, première femme médecin du pays, Esther Afua Ocloo, Mabel Dove Danquah, Theodosia Okoh, la première femme avocate Annie Jiagge, Laura Adorkor Coffie, Efua Sutherland, Yaa Asantewaa, Melody Millicent Danquah et Rebecca Naa Dedei Aryeetey.

## Reconnaissance
En 2017, Josephine Kuuire est lauréate du Portraits Ghana Photography Prize, organisé par l'ambassade des Pays-Bas au Ghana et le Nuku Studio. En 2018, son travail est présélectionné parmi les dix premiers finalistes au Ghana pour le Kuenyehia Art Prize for Contemporary Ghanaian Arts.

## Expositions
Parmi une liste non exhaustive :
- Second Chance, Accra[dot]Alt, Accra, Ghana, 2016